# Minamiminowa (Nagano)
Minamiminowa (jap. 南箕輪村, -mura) ist ein Dorf im Landkreis Kamiina im südlichen Zentrum der Präfektur Nagano auf der japanischen Hauptinsel Honshū.

## Geografie
Das Gemeindegebiet des Dorfes besteht aus zwei durch die Stadt Ina getrennten Teilen. Der Westteil ist Hochgebirge mit dem 2296 Meter hohen Kyōgatake an der Grenze zu Tatsuno und Shiojiri. Der Ostteil als eigentliche Ortschaft liegt im Ina-Becken am Ufer des Flusses Tenryū. Nördlich liegt die Gemeinde Minowa.

## Geschichte
Die Gemeinde Minamiminowa entstand 1875 durch den Zusammenschluss sechs kleinerer Dörfer und war bisher noch nicht von einer weiteren Gebietsreform betroffen. Das Dorf hat eine Städtepartnerschaft mit Izu in der Präfektur Shizuoka. In Minamiminowa befindet sich die Fakultät für Landwirtschaft der Shinshū-Universität.

## Weblinks

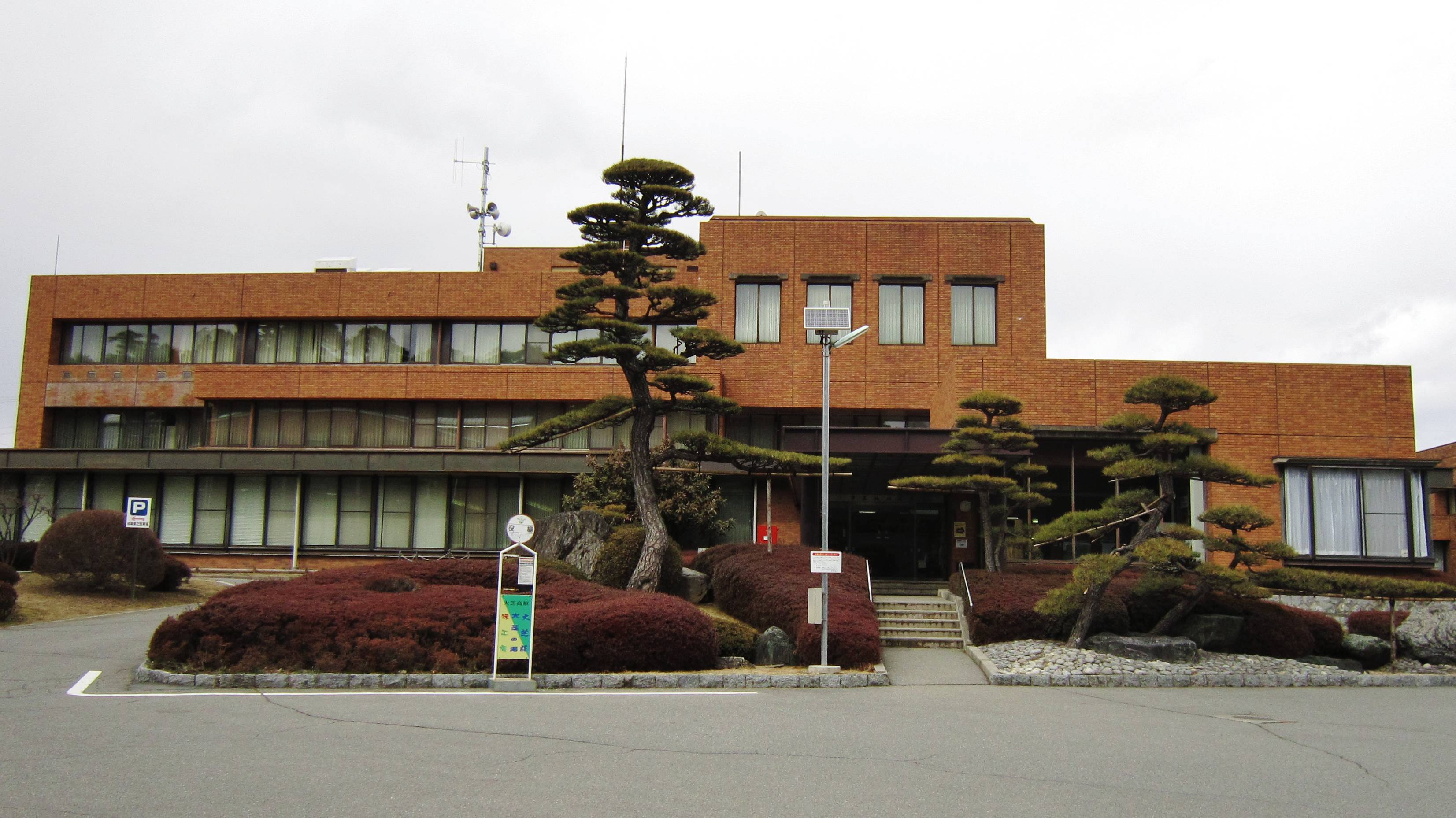
Rathaus